# Люкке, Фридрих
Го́тфрид Христи́ан Фри́дрих Лю́кке (нем. Gottfried Christian Friedrich Lücke; 24 июля 1791, Эгельн — 14 февраля 1855, Гёттинген) — германский протестантский богослов и церковный историк, преподаватель, духовный и научный писатель, настоятель Бурсфельдского аббатства (расположено в районе города Ганноверш-Мюндена).

## Биография
Отец Фридриха был купцом и пивоваром в Энгельне. Фридрих учился в школе в Магдебурге, а затем изучал богословие в Галле-Виттенбергском университете и в Гёттингенском университете. С 1813 по 1816 он работал в качестве репетента в Гёттингене и получил в 1814 году звание доктора философии в Галле-Виттенбергском университете. 
С 1816 году Фридрих Люкке стал профессором Боннского университета, в 1819 году Фридрих стал доктором богословия. В Боннском университете коллегами Фридриха были Людвиг Гизелер, Иоганн Аугусти, Карл Иммануэль Нитцш. Люкке сблизился с Фридрихом Шлейермахером и де Ветте, и вместе с ними участвовал в издании с 1819 года «Theologische Zeitschrift». 
В 1827 году, уже после смерти Карла Штейдлина, Фридрих получил профессуру  в Гёттингенском университете, здесь он преподавал экзегезетику, догматическое богословие и этику. В 1839 году Люкке был назначен в консисторию в Ганновер, в 1843 году Фридрих получил должность настоятеля Бурсфельдского аббатства. В конце жизни Люкке был очень слаб здоровьем, ранняя смерть шести из семи детей потрясло его, он оставил профессору, а также должность настоятеля незадолго до своей смерти.
Люкке писал отдельные сочинения в соавторстве. Например, «Синопсис», составлен в сотрудничестве с де Ветте. С Людвигом Гизелером Люкке издавал: «Zeitschrift für gebildete Christen der evangelischen Kirche.» Люкке участвовал в диалоге для создания унии между лютеранами и реформаторами.
Люкке сторонник так называемого посредствующего направления в богословии.

## Труды
- Theses theologicae VII, Berlin 1806
- Commentatio de ecclesia Christianorum apostolica, Göttingen 1813
- Ueber den neutestamentlichen Kanon des Eusebius von Caesarea, Berlin 1816
- Apologia Augustanae confessionis latine et germanice, Berlin 1817
- с Людвигом Гизелером: Zeitschrift für gebildete Christen der evangelischen Kirche. 4 Hefte. Elberfeld 1823–1824.
- Kommentar über die Schriften des Evangelisten Johannes (4 Bände), Bonn 1820–1832 Versuch einer vollständigen Einleitung in die Offenbarung Johannis Bonn 1832
- Quaestiones ac vindiciae Didymianae..., Göttingen 1829
- с де Ветте: W. M. L., Hamburg 1850
- Versuch einer vollständigen Einleitung in die Offenbarung Johannes und die gesamte apokalyptische Litteratur, Bonn 1852